# Maranthes chrysophylla
Maranthes chrysophylla är en tvåhjärtbladig växtart som först beskrevs av Daniel Oliver, och fick sitt nu gällande namn av Ghillean `Iain' Tolmie Prance. Maranthes chrysophylla ingår i släktet Maranthes och familjen Chrysobalanaceae. Inga underarter finns listade i Catalogue of Life.